# Катран коротконосий
 Катран коротконосий (Squalus megalops) — акула з роду Катран родини Катранові.

## Опис
Загальна довжина досягає 71 см. Морда коротка, рот невеликий. Звідси походить назва цієї акули. За іншим будова схожа на інших акул цього роду. Забарвлення спини сіро-коричневе, черево має попелясто-білий колір. На кінчиках спинних плавці розташовані темні плями, а краї бувають світлими. Це особливо помітно у молодих акул.

## Спосіб життя
Тримається глибин від 30 до 750 м. Живиться костистою рибою, ракоподібними, молюсками та іншими безхребетними.
Це яйцеживородна акула. Самиця народжує 2-4 дитинчат.
Використовуються в їжу в сушеному, солоному і копченому вигляді.

## Розповсюдження
Мешкає у західній частині Тихого океану, західній частині Індійського океану, узбережжя Австралії, в Атлантичному океані — від ПАР до Камеруну й далі від Західної Сахари до Марокко. Також зустрічається біля Португалії та Іспанії (біля узбережжя Середземного моря).